# Ядра шва
Ядра шва (лат. nuclei raphes) — скопления нейронов, расположенные по средней линии продолговатого мозга.
Ядра шва находятся в средней части ретикулярной формации.
Согласно NeuroNames условно делятся на:
- ядра продолговатого мозга: nucleus raphe obscurus (темное ядро шва), nucleus raphes magnus (большое ядро шва), nucleus raphes pallidus (бледное ядро шва)
- ядра Варолиева моста: nucleus raphes pontis (мостовое ядро шва), nucleus sublingualis ()
- ядра среднего мозга: nucleus superior centralis (верхнее центральное ядро шва), nucleus raphes dorsalis (дорсальное ядро шва)

Ядра шва принадлежат к серотонинергической системе мозга.